# 盧義
盧義（14世紀—15世紀），字希正，浙江嚴州府淳安縣盧溪人，明朝政治人物。

## 生平
盧義是洪武二十年（1387年）的舉人，次年（1388年）聯捷進士，累任刑部郎中，永樂年間外調建昌知府，真誠愛民，曾重建當地兜港橋，人稱「盧慈悲」，但對豪強犯法絕不寬宥，說：「如今不慈悲了。」秩滿後人民請留，不久因病辭官，行李沒有多餘財物，吏部侍郎洪璵贈詩：「袍笏賣來供國賦，詩書留得當山田。」如實記錄他的生平。

## 引用
1. 1 2  光緒《淳安縣志·卷十一·人物志》：盧義，字希正，盧溪人，洪武進士，累官刑部郎中，出知建昌府，誠確愛民，民稱盧慈悲，然寬而不縱，豪強有犯不少貸也，且曰：「今不慈悲矣。」秩滿民借留，復任九載當遷，以疾辭歸，囊無餘貲，吏部侍郎洪璵嘗寄以詩云：「袍笏賣來供國賦，詩書留得當山田。」蓋實錄也。
2. ↑  光緒《淳安縣志·卷七·選舉志》：甲科……明……（洪武）二十一年任亨泰榜 盧義 知府有傳……乙科……明……（洪武）二十年 盧義 進士
3. ↑  乾隆《建昌府志·卷七·津梁考》：兜港橋 城南八十五里界南……元圮，明知府盧義重建……